# Fiumicello
Fiumicello era una comune italiana de la provincia de Udine, en la región de Friuli-Venecia Julia.
La comune dejó de existir el 31 de enero de 2018, tras fusionarse con el municipio de Villa Vicentina para formar la nueva comune de Fiumicello Villa Vicentina.

## Evolución demográfica
| Gráfica de evolución demográfica de Fiumicello entre 1861 y 2001 |
|                                                                  |
| Fuente ISTAT - elaboración gráfica de Wikipedia                  |